# 周文舉
周文舉（?—?），隋末起义军领袖，东郡韦城（今河南省长垣县北）人。
616年，李密从雍州逃亡出来，当时今河南省东部有外黄人王當仁，济阳人王伯当，韦城人周文舉，雍丘人李公逸等都聚众起事。李密于各部首领之间游说夺取天下的谋略。大家开始都不信，时间久了，就渐渐相信了，相士认为李密是公卿子弟，有志气、抱负，当时有谶语说杨氏将灭，李氏将兴，李密多次能渡过难关，或许就是就是将成帝业的李姓人。周文舉等人渐渐敬重李密。在李密成为瓦岗军首领前后，他们纷纷归附。后来周文举依附兖州的徐圆朗。622年二月廿六日，唐朝汴州总管王要汉攻克徐圆朗所占的杞州，抓获徐圆朗的部将周文举。